# Околіш (комуна)
Околіш (рум. Ocoliș) — комуна у повіті Алба в Румунії. До складу комуни входять такі села (дані про населення за 2002 рік):
- Відолм (128 осіб)
- Лунка-Ларге (88 осіб)
- Околіш (463 особи) — адміністративний центр комуни
- Рунк (167 осіб)

Комуна розташована на відстані 305 км на північний захід від Бухареста, 45 км на північ від Алба-Юлії, 34 км на південь від Клуж-Напоки.

## Населення
За даними перепису населення 2002 року у комуні проживали 846 осіб.
Національний склад населення комуни:
| Національність | Кількість осіб | Відсоток |
| -------------- | -------------- | -------- |
| румуни         | 843            | 99,6%    |
| угорці         | 3              | 0,4%     |

Рідною мовою назвали:
| Мова      | Кількість осіб | Відсоток |
| --------- | -------------- | -------- |
| румунська | 843            | 99,6%    |
| угорська  | 3              | 0,4%     |

Склад населення комуни за віросповіданням:
| Релігія     | Кількість осіб | Відсоток |
| ----------- | -------------- | -------- |
| православні | 841            | 99,4%    |
| адвентисти  | 3              | 0,4%     |
| реформати   | 1              | 0,1%     |
| баптисти    | 1              | 0,1%     |